# Ruth Gbagbi
Ruth Gbagbi (7 de fevereiro de 1994) é uma taekwondista marfinense, medalhista olímpica. 

## Carreira
Ruth Gbagbi competiu na Rio 2016, na qual conquistou a medalha de bronze, na categoria até 67kg..